# Arquian
Arquian ist eine französische Gemeinde mit 550 Einwohnern (Stand: 1. Januar 2022) im Département Nièvre in der Region Bourgogne-Franche-Comté. Sie gehört zum Arrondissement Cosne-Cours-sur-Loire und zum Kanton Pouilly-sur-Loire.

## Geographie
Arquian ist die nördlichste Gemeinde des Departements Nièvre. Sie liegt etwa 51 Kilometer südwestlich von Auxerre in der Naturlandschaft Puisaye am Fluss Vrille. Umgeben wird Arquian von den Nachbargemeinden Lavau im Norden, Saint-Amand-en-Puisaye im Osten, Saint-Vérain im Südosten und Süden, La Celle-sur-Loire im Südwesten, Annay im Westen sowie Faverelles im Nordwesten.

## Bevölkerungsentwicklung
| Jahr                       | 1962 | 1968 | 1975 | 1982 | 1990 | 1999 | 2006 | 2019 |
| Einwohner                  | 754  | 698  | 654  | 573  | 589  | 615  | 602  | 574  |
| Quellen: Cassini und INSEE |      |      |      |      |      |      |      |      |

## Sehenswürdigkeiten
- Kirche Saint-Eutrope, seit 1976 Monument historique

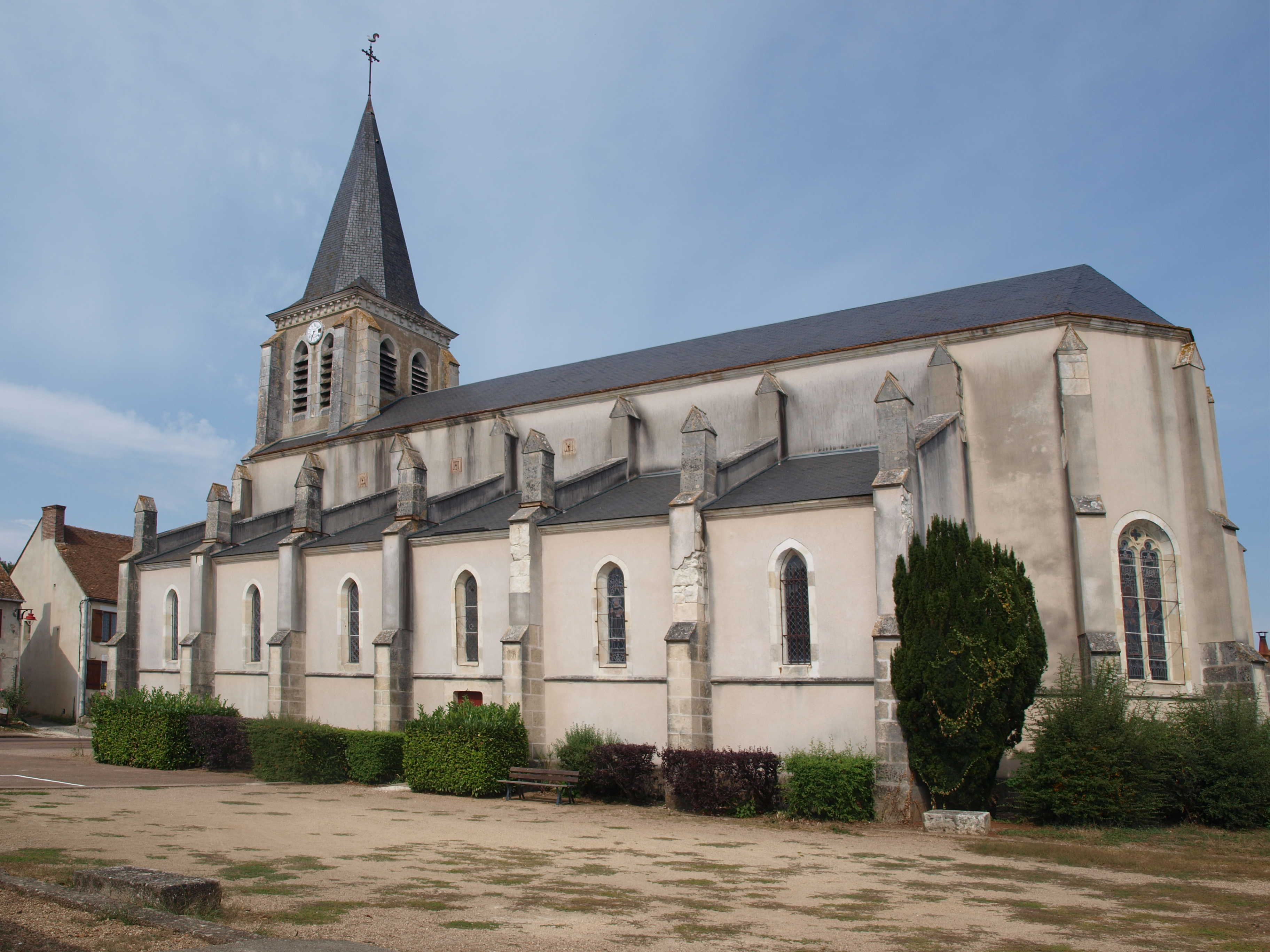
Kirche Saint-Eutrope
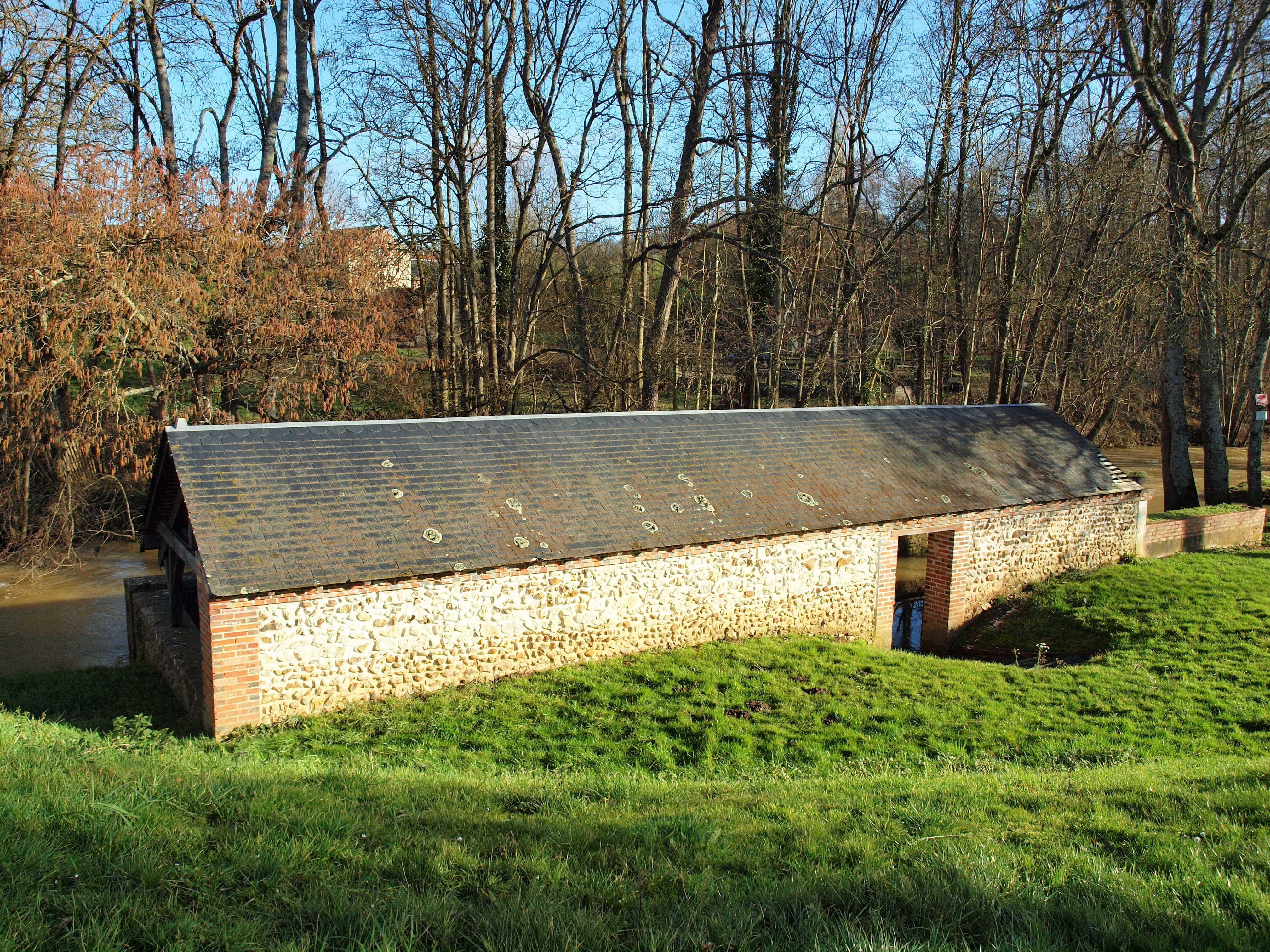
Ehemaliges Waschhaus (Lavoir)